# Trichoderes rugosus
Trichoderes rugosus är en skalbaggsart som beskrevs av Bates 1884. Trichoderes rugosus ingår i släktet Trichoderes och familjen långhorningar.
Artens utbredningsområde är Guatemala. Inga underarter finns listade i Catalogue of Life.